# چند درجه
چند درجه برنامه‌ای تلویزیونی است که در قالب سرگرمی، هیجانی و ورزشی تولید شده‌است و پخش آن در سال ۱۳۹۴ از شبکه نسیم آغاز شد. هدف این برنامه به تصویر کشیدن و معرفی انواع فعالیت‌ها، سرگرمی‌ها ورزش‌های جذاب و هیجان انگیز و زمینه سازی برای گرایش جوانان به آن‌ها است. اجرا این برنامه بر عهده علیرضا احمدی و امید خسروی بوده است, ترانه و موسیقی تیتراژ پایانی نیز کاری از اشکان آزاد بود.

## شرح برنامه
در هر قسمت این برنامه با اجرای علیرضا احمدی و امید خسروی به یک فعالیت یا ورزش هیجانی-تفریحی پرداخته می‌شود. سری اول این مجموعه در ۶۰ قسمت ۳۰ دقیقه‌ای تهیه و پخش شد. پخش و سری دوم این برنامه از تابستان ۱۳۹۵ آغاز شد.علیرضا احمدی همچنین خود یکی از ورزشکاران و ماجراجویان ایران بوده که در برنامه های دیگری همچون یه روز تازه از شبکه پنج ,مسابقه آماده باش از شبکه امید و مسابقه آب و آتش از شبمه نسیم به عنوان مجربی جلوی دوربین رفته است,علیرضا احمدی همچنین در رشته های موتورسواری,آفرود,غواصی عمیق,بقا در طبیعت نیز به صورت حرفه ای فعالیت دارد .